# Yannick Dalmas
Yannick Dalmas, francoski dirkač Formule 1, * 28. julij 1961, Le Beausset, Francija.
Yannick Dalmas je upokojeni francoski dirkač Formule 1. Debitiral je v sezoni 1987, ko je na zadnji dirki sezone za Veliko nagrado Avstralije osvojil peto mesto kar bi bila njegova edina uvrstitev v točke v karieri, toda ker je dirkal z drugim dirkalnikom moštva Larrousse, ki je za prvenstvo prijavilo le en dirkalnik, točke niso štele za prvenstvo. V sezonah 1988, 1989, 1990 in 1994 mu z manj konkurenčnimi dirkalniki ni uspelo priti višje od sedmega mesta. Po koncu sezone 1994 se je dokončno upokojil kot dirkač Formule 1. V letih 1992, 1994, 1995 in 1999 je zmagal na dirki 24 ur Le Mansa.

## Popolni rezultati Formule 1
(legenda) (odebeljene dirke pomenijo najboljši štartni položaj, poševne pa najhitrejši krog, †-uvrščen kljub odstopu)
| Leto | Moštvo                               | Šasija         | Motor       | 1        | 2       | 3       | 4        | 5        | 6        | 7      | 8       | 9        | 10       | 11       | 12       | 13      | 14       | 15       | 16       | Prv | Toč |
| ---- | ------------------------------------ | -------------- | ----------- | -------- | ------- | ------- | -------- | -------- | -------- | ------ | ------- | -------- | -------- | -------- | -------- | ------- | -------- | -------- | -------- | --- | --- |
| 1987 | Larrousse Calmels                    | Lola LC87      | Ford        | BRA      | SMR     | BEL     | MON      | VZDA     | FRA      | VB     | NEM     | MAD      | AVT      | ITA      | POR      | ŠPA     | MEH 9    | JAP 14   | AVS 5    | -   | 0   |
| 1988 | Larrousse Calmels                    | Lola LC88      | Ford        | BRA Ret  | SMR 12  | MON 7   | MEH 9    | KAN DNQ  | VZDA 7   | FRA 13 | VB 13   | NEM Ret  | MAD 9    | BEL Ret  | ITA Ret  | POR Ret | ŠPA Ret  | JAP      | AVS      | -   | 0   |
| 1989 | Equipe Larrousse                     | Lola LC88C     | Lamborghini | BRA DNQ  |         |         |          |          |          |        |         |          |          |          |          |         |          |          |          | -   | 0   |
| 1989 | Equipe Larrousse                     | Lola LC89      | Lamborghini |          | SMR Ret | MON DNQ | MEH DNQ  | ZDA DNQ  | KAN DNQ  | FRA    |         |          |          |          |          |         |          |          |          | -   | 0   |
| 1989 | Automobiles Gonfaronnaises Sportives | AGS JH23C      | Ford        |          |         |         |          |          |          |        | VB DNPQ | NEM DNPQ | MAD DNPQ |          |          |         |          |          |          | -   | 0   |
| 1989 | Automobiles Gonfaronnaises Sportives | AGS JH24       | Ford        |          |         |         |          |          |          |        |         |          |          | BEL DNPQ | ITA DNPQ | POR EX  | ŠPA DNPQ | JAP DNPQ | AVS DNPQ | -   | 0   |
| 1990 | Automobiles Gonfaronnaises Sportives | AGS JH24       | Ford        | ZDA DNPQ | BRA Ret | SMR     |          |          |          |        |         |          |          |          |          |         |          |          |          | -   | 0   |
| 1990 | Automobiles Gonfaronnaises Sportives | AGS JH25       | Ford        |          |         |         | MON DNPQ | KAN DNPQ | MEH DNPQ | FRA 17 | VB DNPQ | NEM DNQ  | MAD DNQ  | BEL DNQ  | ITA NC   | POR Ret | ŠPA 9    | JAP DNQ  | AVS DNQ  | -   | 0   |
| 1994 | Tourtel Larrousse F1                 | Larrousse LH94 | Ford        | BRA      | PAC     | SMR     | MON      | ŠPA      | KAN      | FRA    | VB      | NEM      | MAD      | BEL      | ITA Ret  | POR 14  | EU       | JAP      | AVS      | 35. | 0   |